# Фогтланд

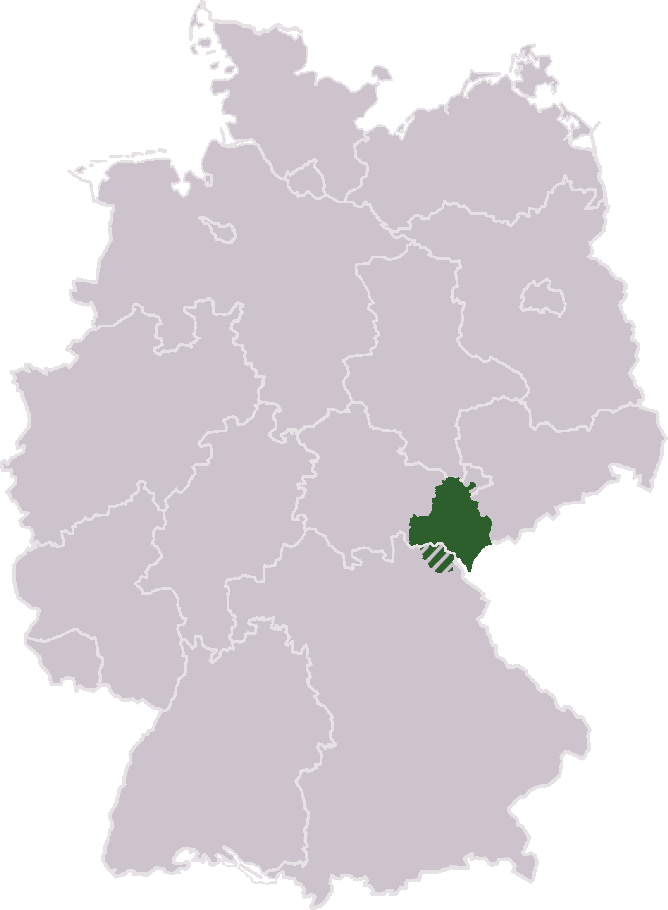
Расположение Фогтланда на границе Германии и Чехии

Фо́гтланд (нем. Vogtland, лат. Terra advocatorum) — историческая местность, регион между тремя германскими землями (свободными государствами Саксонией, Тюрингией и Баварией) и чешским Эгерландом.
Название местности происходит от управлявших в старину здесь, по поручению императора, многочисленных фогтов и графов (Вайда, Гера, Плауэн и так далее) Германо-римской империи.

## Название
Около 1180 года император Священной Римской империи Фридрих I Барбаросса пожаловал семейству фон Вайда (нем. Herren von Weida) титул advocatus (фогтов). Этот титул сохранился во всех ветвях этого рода. В 1254 году фогты Вайды, Геры, Грайца и Плауэна подписали договор о военном союзе с маркграфом Майсена Генрихом III Светлейшим, в котором обе стороны выступали на равных правах. В этом договоре они чётко отделяли земли маркграфа (terra marchionis) от собственных земель (terra nostra, «наша земля»). Предполагается, что маркграф в свою очередь также указывал на отделение своих земель от земель фогтов (terra advocatorum), однако этот документ не сохранился. Это название тем не менее в этой форме упоминается в акте от 1317 года и в форме woyte lande и аналогичных в более поздних документах, по-прежнему используясь для обозначения этого региона. Название Vogtland впервые зарегистрировано в 1343 году.

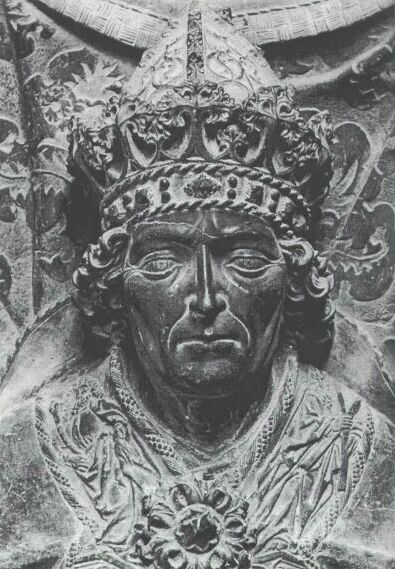
Людвиг Баварский

Богемская часть истории Фогтланда относится к Ашскому выступу, вышедшему из состава Эгерланда. Первоначально Эгерланд подчинялся непосредственно императору Священной Римской империи, который впоследствии заложил его богемской короне. Этим воспользовались фогты, начавшие к тому времени распространять своё влияние на севере региона. В 1281 году Генрих Первый, фогт Плауэнский, получил в свои руки управление городом Аш. В 1322 году Людвиг Баварский заложил богемскому королю Иоганну Люксембургскому Эгерланд, который вскоре перешёл под управление фогтов. По этой причине территорию Эгерланда иногда также причисляют к территории Фогтланда.
В настоящее время термин «Фогтланд» обычно относится к одноимённому району.

## География
Для большей части Фогтланда характерно преобладание равнинных ландшафтов. Лишь на юге и юго-востоке существуют плоскогорья, а на востоке Фогтланд включает в себя отроги Рудных гор. Этот район называется южным Фогтландом (Oberes Vogtland) и характеризуется большим количеством хвойных лесов. Кроме Рудных гор на востоке Фогтланд граничит с Тюрингенскими сланцевыми горами, Франконским Лесом и горами Фихтель на западе и юго-западе. Юго-восточная часть Фогтланда входит в состав Национального парка Рудные горы — Фогтланд.

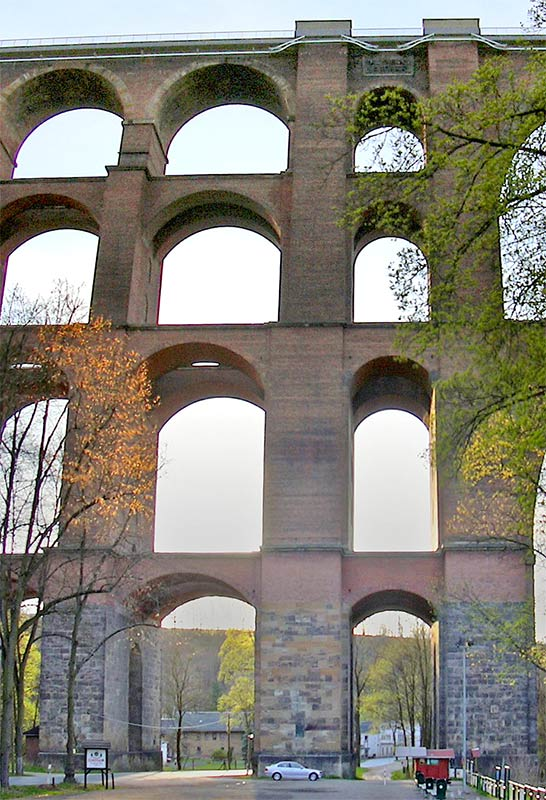
Гёльчтальбрюкке

Самой высокой вершиной Фогтланда является Шнеехюбель (нем. Schneehuebel, 974 м) в западных рудных горах. Кроме того, известны находящиеся там же Ашберг (нем. Aschberg, 936 м) и Шнекенштайн (нем. Schneckenstein, 883 м).
Холмистая северная часть изрезана руслами множества рек, в частности Вайсе-Эльстер, Гёльч, а также текущей через баварский и тюрингенский Фогтланд Заале. Это стимулировало появление в регионе большого количества железнодорожных и автомобильных мостов. Среди них крупнейший в мире кирпичный виадук Гёльчтальбрюкке и его «младший брат» Эльстертальбрюкке. Через оба этих моста проходит железнодорожная ветка Нюрнберг — Дрезден. Среди автомобильных мостов особо выделяется мост, являющийся крупнейшим каменным арочным мостом в Европе.
В Фогтланде есть также несколько важных водохранилищ. В качестве мест для отдыха особенно популярны пруды Пёль на реке Триб, притоке Вайсе-Эльстер, Пирк на реке Вайсе-Эльстер, Бляйлохтальшперре на реке Заале и Унтройзее.

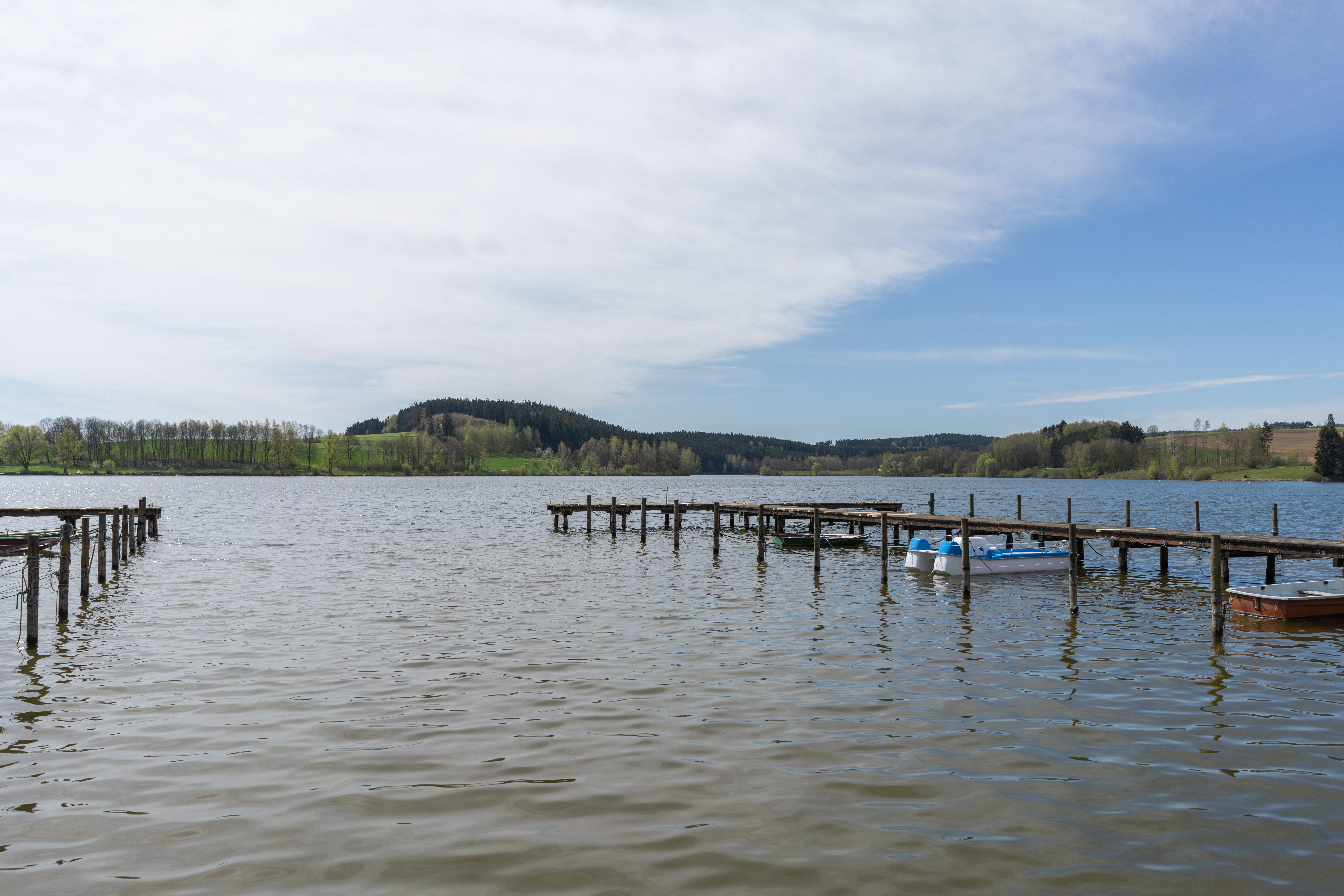
Унтройзее

Фогтланд — одна из самых вулканически активных зон Центральной Европы. Это приводит к регулярным мелким землетрясениями, а также к появлению в регионе горячих источников и точек выхода газа. Обладающие лечебными свойствами радиевые минеральные источники привели к появлению крупных курортов Бад-Эльстер, Бад-Брамбах, Марианске-Лазне, Франтишкови-Лазне и Карловы Вары, вместе образующими так называемый «курортный пятиугольник».
Крупнейшими городами Фогтланда являются:
- в саксонском Фогтланде: Плауэн (столица района Фогтланд), Эльсниц, Райхенбах и Ауэрбах;
- в тюрингенском Фогтланде: Гера, Грайц и Цойленрода-Трибес;
- в баварском Фогтланде: Хоф и Зельб
- в богемском Фогтланде: Аш и Хеб

## Язык
На большей части Фогтланда распространены различные вариации восточнофракского диалекта южнонемецкой группы. Особенно это относится к регионам вокруг и южнее Плауэна до долины Гёльча с городами Ауэрбах и Фалькенштайн. В тюрингенском Фогтланде говорят в основном на тюрингенском диалекте, а в верхнем Фогтланде в районе Адорфа, Маркнойкирхена и Бад-Брамбаха встречается северобаварский выговор. Большинство носителей этих диалектов называются собственный язык фогтландским (нем. Vogtländisch).

## История
Долина Вайсе-Эльстер в регионе Фогтланд с конца VII века была заселена славянскими племенами лужицких сербов. Большая часть Фогтланда была покрыта лесами. Лишь в ходе средневекового переселения немцев на восток в конце XI — начале XII вв. эти территории были заселены немцами, пришедшими из Франконии, Саксонии и Тюрингии.

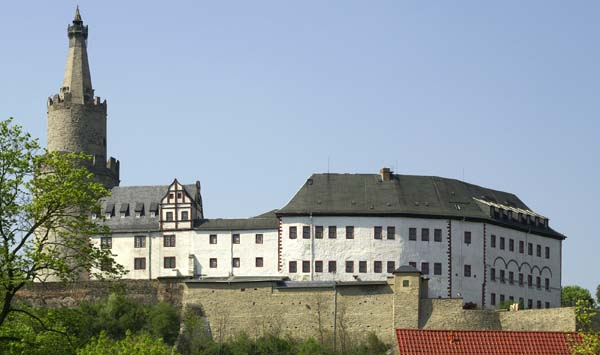
Замок Остербург, г. Вайда

Своё название регион Фогтланд получил благодаря правившим этой территорией с XI по XVI вв. фогтам Вайды, Геры и Плауэна. В XII веке император Священной Римской Империи Фридрих Барбаросса своим указом вывел Генриха фон Вайду из подчинения герцогу Генриху Льву и назначил его управлять восточными владениями императора. Резиденция Генриха фон Вайды находилась в крепости Остербург в городе Вайда, благодаря чему его зачастую называют центром Фогтланда. В 1232 году Фридрих II даровал фогтам горную и монетную регалии.

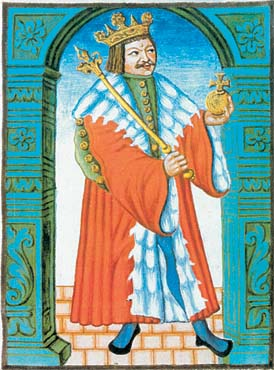
Йиржи из Подебрад

К началу XIV века на эти территории стали претендовать маркграфы Майссена, и Генриху фон Плауэну пришлось перейти под покровительство богемских королей. Только лишь поместье Фойгтсберг сохранило своё непосредственное подчинение императору до 1349 года. В 1357 году богемская корона отдала поместья Видерсберг, Либау, Адорф, Пауза, Нойенкирхен и Хиршберг Майссену, взамен присоединив к Фогтланду поместья Борна, Гатхайн и Корен. Потомки Генриха позднее оспорили условия этого обмена. Поместья Ауэрбах, Пауза и Либау достались Правителям Плауэенским, как они стали себя называть, в качестве майсенского лена. С 1426 года правители Плауэнские стали называться бургграфами майссенскими, вступив в длительную борьбу за власть с саксонскими курфюрстами.

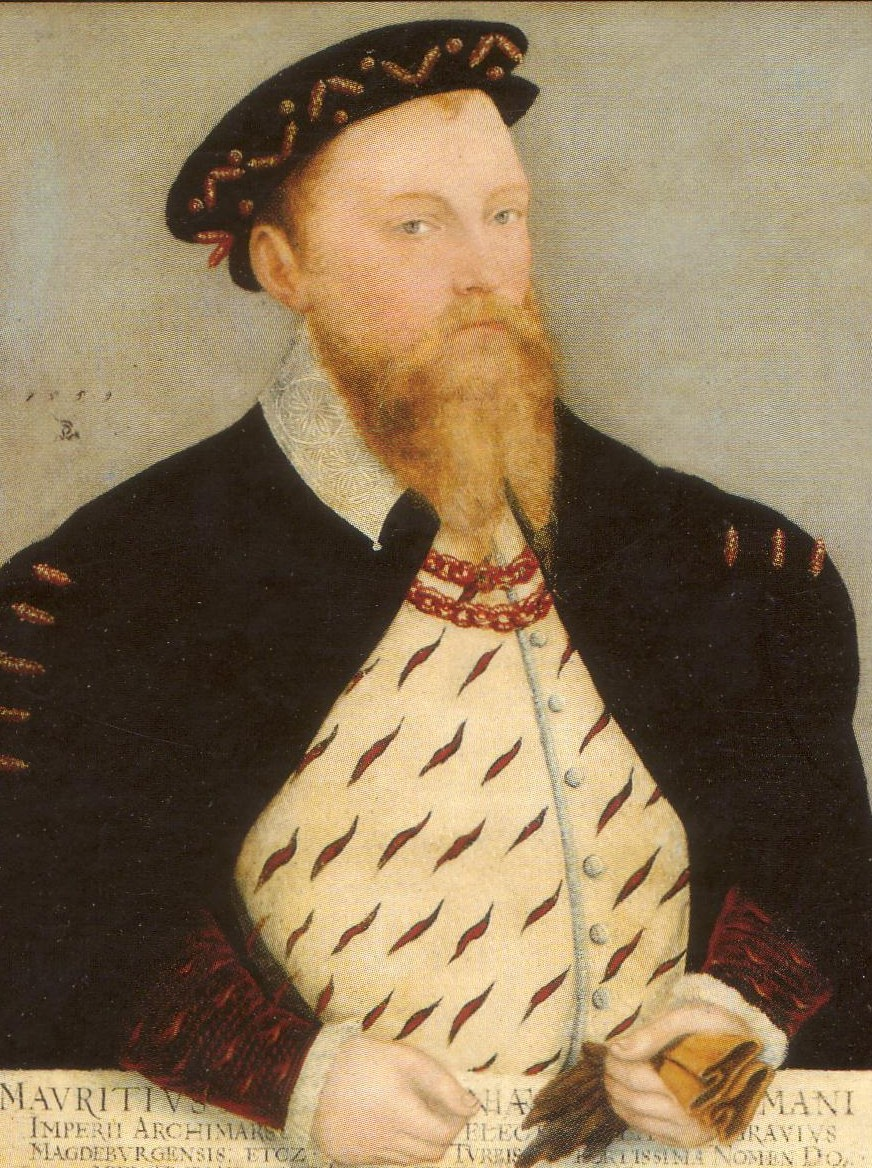
Мориц, курфюрст саксонский

Генрих II фон Плауэн за свою открытую связь с оппозицией впал в немилость короля Йиржи из Подебрад, который воспользовался пожаром в его замке Грасслиц, случившемся из-за борьбы между Генрихом и его противниками, чтобы отнять ленные владения у рода фон Плауэн. В 1466 году Фогтланд перешёл под управление саксонского курфюрста Эрнста. В результате битвы при Мюльберге потомки Эрнста утратили власть над этой территорией, и император Фердинанд I пожаловал эти владения своем канцлеру Генриху IV фон Плауэну. Совладельцем этого лена стал саксонский курфюрст Мориц. За свою жизнь Генрих IV накопил множество долгов, и после его смерти его сыновья Генрих V и Генрих VI не смогли по ним расплатиться. Из-за этого в 1559 году они вынуждены были передать власть над Фогтландом саксонскому курфюрсту.
Генрих VI фон Плауэн стал последним из плауэнских фогтов, владевших Фогтландом. В 1566 году курфюрст Август присоединил к своим владениям поместья и города Фойгтсберг, Эльсниц, Плауэн и Пауза. В 1657 году рыцарские владения Фогтландского округа, а также поместья Плауэн, Фойгтсберг и Пауза отошли герцогу Саксен-Цейц, тогда как город Шёнек и часть рыцарский владений остались во власти саксонских курфюрстов. В 1718 году линия герцогов Саксен-Цейсс прервалась, и их земли вновь вернулись к саксонской династии. Всё это время ауэрбахские и шёнекские леса использовались совместно герцогами и курфюрстами.

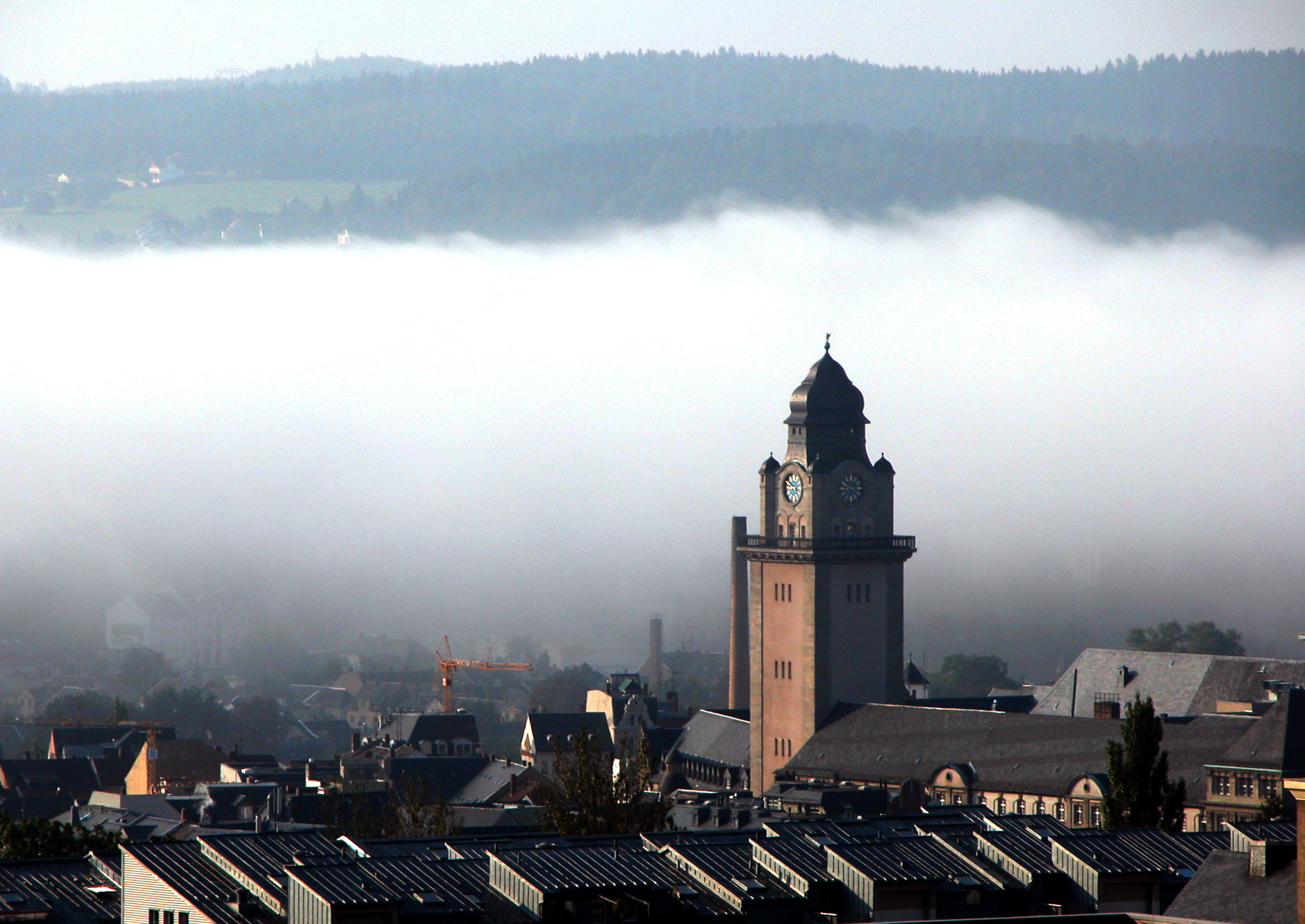
Вид на Плауэн

С 1835 года Фогтланд вошёл в состав окружной дирекции Цвиккау, с 1874 года — в состав округа Цвиккау, а с 1939 года и до падения Третьего Рейха — в состав административного округа Цвиккау. С появлением ГДР Фогтланд стал частью округа Карл-Маркс-Штадт. После объединения Германии саксонская часть Фогтланда вошла в состав административного округа Хемниц, который после региональной реформы 2008 года стал называться дирекционный округ Хемниц. В ходе реформы административный центр Фогтланда Плауэн лишился статуса города районного значения.

## Экономика
Благоприятное расположение региона на пересечении путей, ведущих с севера на юг и с запада на восток, в центре Германии, способствовало развитию экономики и промышленности Фогтланда. Центром промышленного развития стал Плауэн, известный своими швейными спицами и вышитыми изделиями. Кроме того, в этом регионе производят печатные станки и грузовые автомобили марок «Plamag» и «Vomag». Центры промышленного производства также находятся в Райхенбахе, Грайце и Цойленрода-Трибесе. В Ульснице и Адорфе располагаются ковровые фабрики.

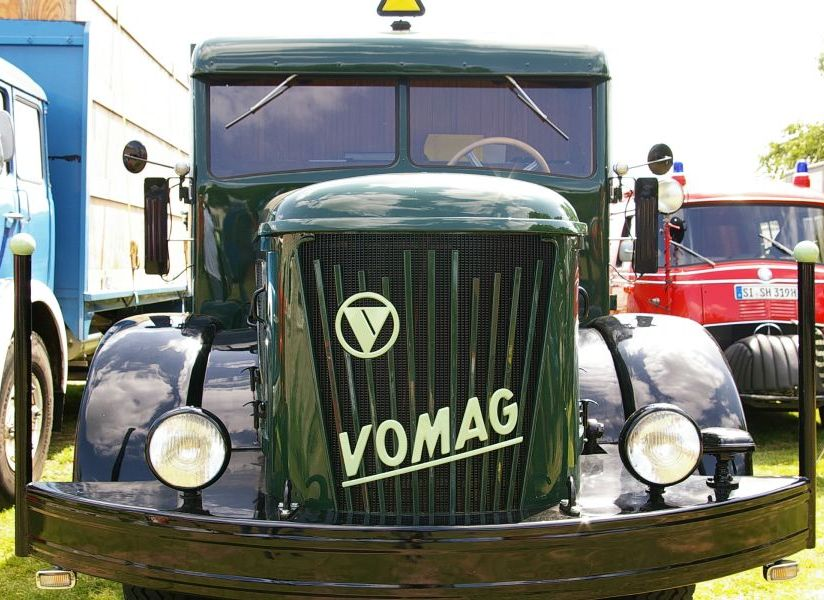
Автомобиль марки «Vomag»

Фогтландские города Маркнойкирхен и Клингенталь известны всему миру благодаря производству музыкальных инструментов. В период с 1995-го по 2005 год объём экспорта этой продукции увеличился более, чем в два раза.
После 1990 года некоторые отрасли промышленности, лишившиеся государственной поддержки, пришли в упадок, что привело к росту значения туризма для экономики региона. Цель региональной политики в этом направлении — сделать регион привлекательным зимним курортом и привлекательным местом для отдыха на природе.

## Транспорт

### Железные дороги
Железные дороги появились в Фогтланде в середине XIX века и вскоре стали играть существенную роль в экономике региона. Через Плауэн и Райхенбах прошли железнодорожные линии, связавшие Берлин с Мюнхеном и Дрезден с Нюрнбергом. Кроме того, густая сеть железных дорог покрыла и сам район Фогтланда.

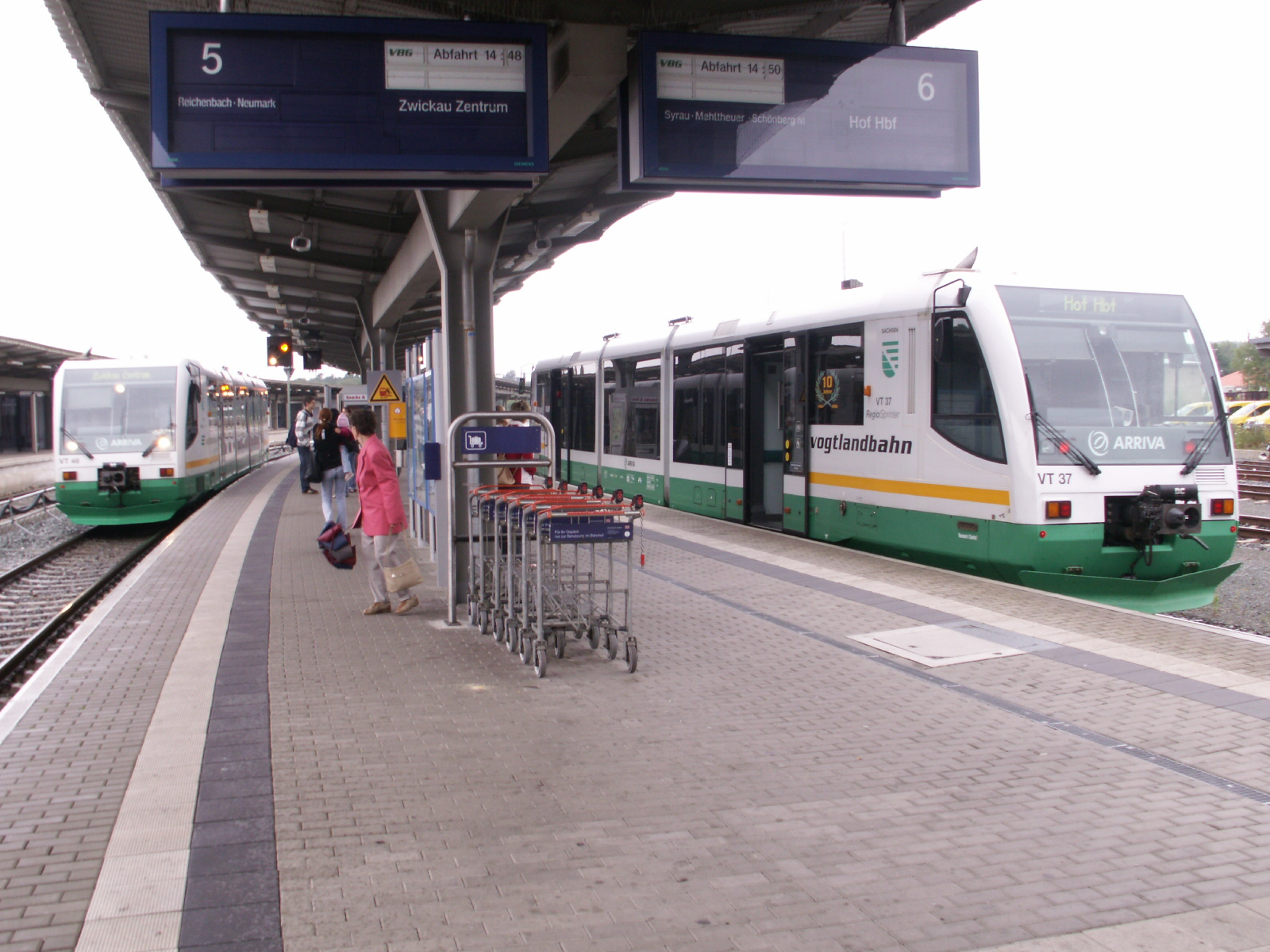
Вокзал г. Плауэн

Сегодня значение железнодорожного транспорта значительно уменьшилось. После Второй мировой войны Фогтланд оказался на окраине ГДР, утратив своё выгодное транзитное положение. Но и после объединения Германии железнодорожный транспорт уступает в развитии автомобильному транспорту. С декабря 2006 года поезда дальнего следования не ходят через Фогтланд. Линия Дрезден — Нюрнберг обслуживается региональными поездами.
Большая часть регионального железнодорожного транспорта находится в ведении ООО «Фогтландбан». Вместе с ООО «Плауэнский трамвай» и несколькими региональными автобусными компаниями они образуют «Транспортный Союз Фогтланда».

### Автомобильный транспорт
Наряду с федеральными дорогами, через Фогтланд проходит автобан А72, ведущий из Хофа в Хемниц. Неподалёку от Геры (Тюрингенский Фогтланд) располагается «Хермсдорфский перекрёсток» — пересечение автобанов А4 и А9. Рядом с Хофом находятся автомобильные развязки «Баварский Фогтланд» (автобаны А9 и А72) и «Хохфранкен» (автобаны А93 и А 72).

## Известные уроженцы Фогтланда

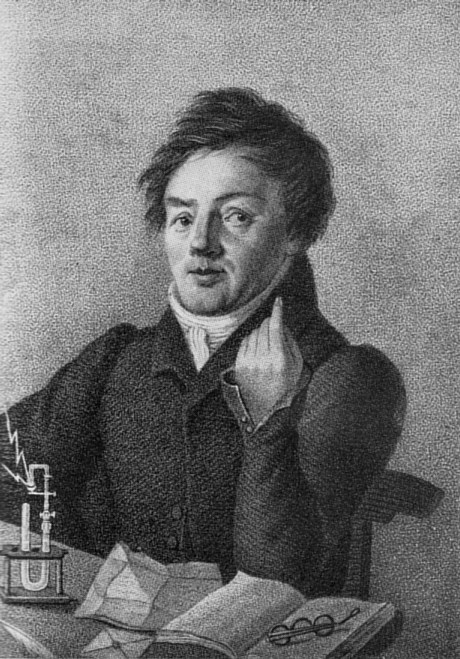
Иоганн Вольфганг Дёберейнер

- Иоганн Каспар Керль, родился 9 апреля 1627 г. в Адорфе. Композитор, органист и клавесинист.
- Иоганн Фридрих Бёттгер, родился 4 февраля 1682 г. в Шлайце — немецкий алхимик, изобретатель (совместно с Эренфридом Вальтером фон Чирнаусом) европейского фарфора.
- Фредерика Каролина Нойбер, родилась 9 марта 1697 г. в Райхенбахе — немецкая актриса, активная участница реформации театра Германии, заложившая основы современного театрального искусства Германии.
- Иоганн Вольфганг Дёберейнер, родился 13 декабря 1780 г. в Хофе — химик, занимавшийся классификацией и систематизацией химических элементов, создавший основы для появления каталитической химии.
- Иоганн Андреас Шуберт, родился 19 марта 1808 г. в Штайнберге — немецкий инженер-конструктор, создатель первых пассажирских пароходов и паровозов, архитектор моста Гёльчтальбрюкке.
- Константин Тишендорф, родился 18 января 1815 г. в Ленгенфельде) — немецкий теолог, исследователь Библии.

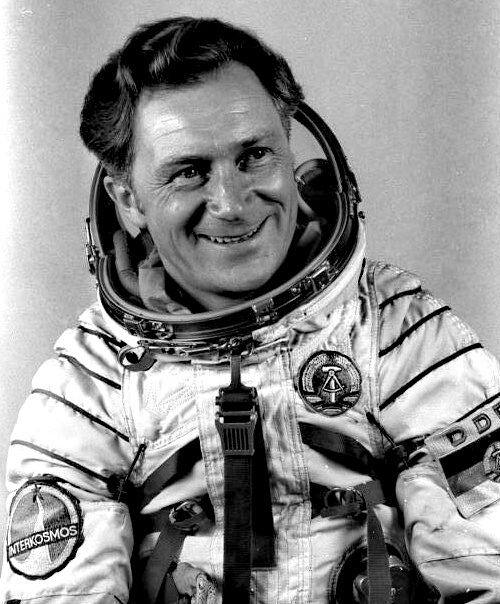
Зигмунд Йен

- Мартин Мучман, родился 9 марта 1879 г. в Хиршберге — партийный деятель НСДАП, гауляйтер и рейхсштатгальтер.
- Вольфганг Маттойер, родился 7 апреля в Райхенбахе — немецкий художник, скульптор и график, один из крупнейших художников ГДР.
- Зигмунд Йен, родился 13 февраля 1937 г. в Моргенрёте-Раутенкранц — первый немецкий космонавт.
- Ульф Дитрих Мербольд, родился 20 июня 1941 г. в Грайце — второй немецкий космонавт.
- Корнелия Эндер, родилась 25 октября 1958 г. в Плауэне — немецкая пловчиха, четырёхкратная олимпийская чемпионка и 8-кратная чемпионка мира, многократная рекордсменка мира и Олимпийских игр.
- Марлис Росток, родилась 20 апреля 1960 г. в Клингентале — восточногерманская лыжница, олимпийская чемпионка, призёрка чемпионата мира.